# クリス・ナギンビ
クリス・ナギンビ（Chris Ngimbi、1984年4月16日 - ）は、コンゴ民主共和国の男性キックボクサー。クリス・ンギンビとも言われる。キンシャサ出身。オランダ・北ブラバント州アイントホーフェン在住。ブラックレーベルファイトクラブF.F.C. 所属。元IT'S SHOWTIME 70kg MAX世界王者。
コンゴの首都であるキンシャサ出身のナギンビはアフリカからの戦争難民であった。アフリカからイタリア、ベルギーへ移り、最終的にオランダに留まることとなった。難民生活の中で2004年に母は死亡。ナギンビは2人の妹と3人家族になった。家族のため、生き残るためにキックボクシングを続けている。
IT'S SHOWTIME代表サイモン・ルッツの秘蔵っ子であり、近年、70kg級戦線において評価を上げている選手の一人。

## 戦績
| キックボクシング 戦績 | キックボクシング 戦績 | キックボクシング 戦績 | キックボクシング 戦績 | キックボクシング 戦績 | キックボクシング 戦績 | キックボクシング 戦績 |
| --------------------- | --------------------- | --------------------- | --------------------- | --------------------- | --------------------- | --------------------- |
| 31 試合               | (T)KO                 | 判定                  | その他                | 引き分け              | 無効試合              |                       |
| 22 勝                 | 6                     |                       | 0                     |                       |                       |                       |
| 9 敗                  |                       |                       | 0                     |                       |                       |                       |

| 勝敗 | 対戦相手                       | 試合結果                   | 大会名                                                                                       | 開催年月日     |
| ○    | ウィリー・ボレル               | 2R 2:58 KO（左飛び膝蹴り） | IT'S SHOWTIME 【IT'S SHOWTIME 70kg MAX世界タイトルマッチ】                                   | 2011年5月14日  |
| ○    | ムラット・ディレッキー         | 5R終了 判定5-0             | IT'S SHOWTIME 【IT'S SHOWTIME 70kg MAX世界タイトルマッチ】                                   | 2010年12月11日 |
| ○    | Anthony Nekrui                 | 3R 1:33 KO（飛び膝蹴り）   | IT'S SHOWTIME                                                                                | 2010年5月29日  |
| ○    | ハリッド・エル・ボウスタティ   | 3R+延長1R終了 判定         | Amsterdam Fight Club                                                                         | 2010年2月27日  |
| ○    | シャヒッド                     | 3R終了 判定                | IT'S SHOWTIME                                                                                | 2009年11月21日 |
| ×    | ハート・グレゴリアン           | 3R+延長1R終了 判定         | IT'S SHOWTIME                                                                                | 2009年10月24日 |
| ○    | デニス・シュナイドミラー       | 3R終了 判定                | IT'S SHOWTIME                                                                                | 2009年5月16日  |
| ×    | マルコ・ピクエ                 | 3R+延長1R終了 判定         | K-1 World MAX 2009 ヨーロッパ予選 【1回戦】                                                  | 2009年3月1日   |
| ×    | ユーリ・メス                   | 2R 2:28 KO（左フック）     | IT'S SHOWTIME                                                                                | 2008年11月29日 |
| ○    | Chad Bischop                   | 3R終了 判定                | Ahoy Rotterdam                                                                               | 2008年10月5日  |
| ○    | リック・バーンヒル             | 2R TKO                     | IT'S SHOWTIME                                                                                | 2008年9月6日   |
| ×    | ジョルジオ・ペトロシアン       | 3R終了 判定                | K-1 World GP 2008 Amsterdam                                                                  | 2008年4月26日  |
| ×    | ウォーレン・スティーブルマンズ | 2R 1:48 KO（ローキック）   | K-1 World MAX 2008 ヨーロッパ予選 【準決勝】                                                 | 2008年2月17日  |
| ○    | ウイリアム・ディンダー         | 3R終了 判定2-1             | K-1 World MAX 2008 ヨーロッパ予選 【1回戦】                                                  | 2008年2月17日  |
| ○    | カマル・シャブラニ             | 1R 0:36 KO（左膝蹴り）     | Rings "Prepare for Glory"                                                                    | 2007年11月24日 |
| ○    | シェーン・キャンベル           | 5R終了 判定                | Combat Sports Challenge 22 "The Reckoning" 【WKAムエタイ世界スーパーウェルター級王座決定戦】 | 2007年9月27日  |
| ○    | レイ・スターリン               | 5R終了 判定                | Gentleman Fight Night 2007                                                                   | 2007年6月2日   |
| ○    | Kit Sitpholek                  | 5R終了 判定                | Fight Night Veghel                                                                           | 2007年5月13日  |
| ×    | シェーン・キャンベル           | 5R終了 判定                | Combat Sports Challenge 19 【WKAムエタイ世界スーパーウェルター級タイトルマッチ】             | 2007年3月24日  |
| ○    | Otmar Diagne                   | 5R終了 判定                | 2H2H                                                                                         | 2006年12月3日  |
| ×    | James France                   | 5R終了 判定                | Master Sken's Combat Super Fights                                                            | 2006年9月24日  |
| ×    | Winston Martens                | 3R終了 判定                | Kickbox Gala Druten, Quarter Finals                                                          | 2006年6月4日   |
| ○    | ウォーレン・スティーブルマンズ | 3R終了 判定                | Al-Fid Thaibox Gala                                                                          | 2006年4月15日  |
| ○    | ジミー・エイマース             | 5R終了 判定                | Face to Face III, Sporthal de Mheenpark                                                      | 2006年1月28日  |

## 獲得タイトル
- WKAムエタイ・インターナショナルスーパーウェルター級王座
- WKAムエタイ世界スーパーウェルター級王座
- 第2代IT'S SHOWTIME 70kg MAX世界王座
- W5 XXX 71kg級トーナメント 優勝
- 第3代SUPERKOMBATミドル級王座